# Simulium puigi
Simulium puigi är en tvåvingeart som beskrevs av Vargas och Ramón A. Palacios 1945. Simulium puigi ingår i släktet Simulium och familjen knott. Inga underarter finns listade i Catalogue of Life.